# Forcipomyia harpa
Forcipomyia harpa är en tvåvingeart som beskrevs av Gustavo R. Spinelli och Art Borkent 2004. Forcipomyia harpa ingår i släktet Forcipomyia och familjen svidknott.
Artens utbredningsområde är Costa Rica. Inga underarter finns listade i Catalogue of Life.